# Gyula Lóránt
Gyula Lóránt (Kőszeg, 6 februari 1923 – Thessaloniki, 31 mei 1981) was een Hongaars voetballer en trainer.

## Carrière
Lóránt begon zijn carrière in 1943 bij Clubul Athletic Oradea, waarmee hij dat seizoen kampioen speelde in de competitie van Koninkrijk Hongarije. Na tussenstops bij Vasas SC Boedapest (waar hij ploegmaat was van Ladislao Kubala) en UT Arad kwam hij in 1951 bij Budapest Honvéd FC terecht. Hij sloot zijn carrière af bij Dunakanyar-Vác FC in 1957.
In 1949 werd hij Hongaars international. Hij kwam terecht in het vedettenteam dat de Magische Magyaren werd genoemd, waar hij speelde met wereldsterren als Ferenc Puskás en Sándor Kocsis. Lóránt speelde 37 interlands voor Hongarije. Hij was erbij toen de ploeg goud won op de Olympische Zomerspelen 1952 en tweede werd op het Wereldkampioenschap voetbal 1954.
Lóránt overleed in 1981 op 58-jarige leeftijd.